# 고양 강매동 석교
고양 강매동 석교(高陽 江梅洞 石橋)는 경기도 고양시 덕양구 강매동에 있는 돌다리이다. 1999년 2월 1일 고양시의 향토문화재 제33호로 지정되었다. 2020년 9월 1일 경기도 유형문화재 제362호로 지정되었다.

## 개요
강매동 석교는 강매동 강고산 마을 창릉천 위에 있다. 본래 이 석교는 고양의 일산, 지도, 송포 지역 등 한강연안의 서부 지역 사람들이 서울을 오가던 교통로로 이용된 곳이다. 이 다리를 이용해 각종 농산물 땔감 등을 현천동, 수색 모래내를 거쳐 서울로 내다 팔았던 것이다.
현재 다리의 구조는 네모진 돌기둥 24개로 교각을 만들고 그 위에 교판석을 깐 모양이다. 또 교각과 교각사이에는 약 6개의 교판석이 2열로 놓여져 있다. 다리의 전체적인 모양은 길게 북-남쪽으로 이어져 약간의 곡선을 이루며 매우 견고하고 세밀하게 구축되어 있다. 또 각 부재에 사용된 석재는 크고 장대하며 여러 각도를 이용하여 매우 안정된 느낌을 주고 있다. 다리의 규모는 총길이 18m, 넓이 3.6m, 높이 2.7m이다.
이 다리에 관한 기록은 1755년 영조 연간에 발간된 고양군지(高陽郡誌)에 보이는데 당시에는 해포교(醢浦橋)라 기록하고 있다. 그러나 여기에서 보이는 해포교는 오늘날의 석교가 아닌 목교였다. 석교 중간부분에 '강매리교 경신신조(江梅里橋 庚申新造)라 음각된 다리 건립연대 기록이 있는데 이를 통해 볼 때 1920년대에 다리를 신축한 것을 알 수 있다. 이 다리에 관한 보다 자세한 내용은 다리 옆에 오석으로 만든 비석에 기록하였으나, 6.25 당시 총격으로 일부 훼손된 후 현재는 도로에 묻혀 그 정확한 내용은 알 수 없다. 이 강매동 석교는 축조 연대에 있어 과히 오래되지는 않았으나, 조선조 전통적인 교량축조 방법의 맥을 잇고 있으며 고양시에 존재하는 가장 오래된 다리라는 의미에서 그 문화재적 가치가 크다고 하겠다.

## 참고 문헌
- 강매동 석교 - 고양시의 문화관광 - 향토유적